# Eunicella albatrossi
Eunicella albatrossi är en korallart som beskrevs av Stiasny. Eunicella albatrossi ingår i släktet Eunicella och familjen Gorgoniidae. Inga underarter finns listade i Catalogue of Life.